# شاه‌گیش
شاه‌گیش (نام علمی: Caranx) نام یک سرده از تیره گیش‌ماهیان است.